# Goliath (Six Flags Magic Mountain)
Goliath is een stalen achtbaan van het type Mega Coaster in Six Flags Magic Mountain.

## Algemene informatie
De Goliath is gebouwd in 2000 en is geopend in 2001. Het is een achtbaan van Giovanola. De achtbaan heeft een maximale snelheid van 137 km/u. De maximale hoogte is 72 meter. De gehele baan is 1400 meter lang en duurt 3 minuten. De capaciteit bedraagt 1400 personen per uur.